# District de Mai Châu
Mai Châu est un district de la province de Hòa Bình dans la région du Nord-ouest au Viet Nam .

## Géographie
Le district de Mai Châu a une superficie de 520 km2. 
La capitale du district se trouve à Mai Châu.